# Teratembia producta
Teratembia producta is een insectensoort uit de familie Teratembiidae, die tot de orde webspinners (Embioptera) behoort. De soort komt voor in Brazilië.
Teratembia producta is voor het eerst wetenschappelijk beschreven door Ross in 1944.